# 연언 소거
논리학에서 연언 소거(連言消去, 영어: conjunction elimination)은 연언 명제로부터 그 두 성분을 유도하는 추론 규칙이다.

## 정의
연언 소거는 다음과 같은 두 개의 추론 규칙이다.:183, §16.3.1:29, §2.4
{\displaystyle {\begin{matrix}P\land Q\\\hline P\end{matrix}}\qquad {\begin{matrix}P\land Q\\\hline Q\end{matrix}}}
또는
{\displaystyle P\land Q\vdash P\qquad P\land Q\vdash Q}
여기서
- {\displaystyle P}, {\displaystyle Q}는 논리식을 나타내는 메타 변수이다.
- {\displaystyle \land }는 논리곱이다.
- 수평선은 증명 과정의 이웃한 두 단계를 구분하는 메타 논리 기호이다.
- {\displaystyle \vdash }는 왼쪽에 놓인 논리식들로부터 오른쪽에 놓인 논리식을 증명할 수 있음을 나타내는 메타 논리 기호이다.

## 성질
직관 논리에서 성립하며, 따라서 고전 논리를 비롯한 모든 초직관 논리에서 성립한다.

## 같이 보기
- 연언 도입
- 선언 소거